# Lexique roman ou Dictionnaire de la langue des troubadours
Das Lexique roman ou Dictionnaire de la langue des troubadours ist das erste bedeutende Wörterbuch der altokzitanischen (auch: altprovenzalischen) Sprache. Es erschien von 1838 bis 1844 in 5 (6) Bänden. Verfasser war François Raynouard.

## Entstehungsgeschichte
Nach Erstellung einer Grammatik des Altokzitanischen, einer fünfbändigen Sammlung der altokzitanischen Dichtung und einer Vergleichenden Grammatik der romanischen Sprachen (alles in dem sechsbändigen Werk Choix des poésies originales des troubadours) machte sich Raynouard an sein fünfbändiges Lexique roman ou Dictionnaire de la langue des troubadours, comparée avec les autres langues de l’Europe latine (Romanischer Wortschatz oder Wörterbuch der Troubadoursprache, verglichen mit den anderen Sprachen des lateinischen Europa). 
Sein Wörterbuch beschreibt auf der Basis zahlreicher Zitate (oft mit Übersetzung) das Altokzitanische der Troubadourdichtung. Er nennt es roman (Romanisch), weil er fälschlich der Meinung ist, die Sprache der Troubadours sei die romanische Zwischenstufe zwischen dem Lateinischen und den anderen neulateinischen Sprachen. Das tut aber seinem Wörterbuch keinen Abbruch. Eine zusätzliche Besonderheit seines Wörterbuchs besteht darin, dass er in jedem Artikel die romanischen Entsprechungen in französischer, italienischer, spanischer, portugiesischer und katalanischer Schriftsprache aufführt.
Raynouard konnte 1836 noch den ersten Band bei Crapelet publizieren und ihm eine 92-seitige Einleitung voranstellen, in der er 800 Wörter des Altokzitanischen (nach Sachgruppen geordnet) mit den Entsprechungen in fünf anderen romanischen Sprachen (Portugiesisch, Italienisch, Französisch, Katalanisch und Spanisch) zusammenstellte. Dabei handelte es sich ausschließlich um Wörter, die nicht (oder wenigstens nicht direkt) dem klassischen Latein entnommen wurden.
Nach seinem Tod wurde die Publikation von Just Paquet (* 1794, Sterbedatum unbekannt), Auguste Pellissier (1819–1894) und Léon Dessalles (1803–1878) im Verlag von Louis-Catherine Silvestre (1792–1867) zu Ende geführt. Die Herausgeber zählten den Crapelet-Band A–C als Band 2 (1836) und setzten ihm als Band 1 (1838) eine Sammlung nachgelassener Schriften Raynouards voran, vor allem eine zweite Sammlung von altprovenzalischen Texten ("Nouveau choix"). Die Bände 3 (D–K, 1840), 4 (L–P, 1842) und 5 (Q–Z, 1843, Autorenliste 589–600, Quellenliste 601–611) schließen das Wörterbuch ab. Es folgt noch der Band 6 (1844) mit einem Nachtrag (1–40) und dem Vocabulaire alphabétique des mots disposés par familles dans le lexique roman (Alphabetischer Index der im Wörterbuch nach Familien geordneten Wörter, 49-555). Der Index war nötig, weil das Wörterbuch nicht striktalphabetisch, sondern nach Ableitungsfamilien geordnet ist. So befindet sich zum Beispiel das Wort adubrir als neunter Eintrag unter Apercio (2. Apertiv, 3. Aperitiv, 4. Apert. 5. Apertemen, 6. Obriment/Ubriment 7. Ubertura, 8. Obrir, Ubrir, 9. Adubrir, 10. Entrubrir). Die Artikelstrecke A–Z nimmt insgesamt 2400 Seiten ein.

## Würdigung und Fortsetzung
Raynouards Werk vorausgegangen war 1819 der Essai d'un glossaire occitanien, pour servir à l'intelligence des poésies des troubadours von Henri Pascal de Rochegude, doch handelte es sich dabei lediglich um ein zweisprachiges Wörterbuch von 534 Seiten ohne Zitate und ohne Vergleich mit anderen Sprachen. Raynouard ist der eigentliche Begründer der Altokzitanistik und ein wichtiger Mitbegründer der Romanistik überhaupt, bevor die Führung in diesem Fach an die deutsche Forschung und an Friedrich Diez überging. 50 Jahre nach Raynouards Wörterbuch zollte der deutsche Romanist Emil Levy dem „gewaltigen Fleiß“ Raynouards bewundernd „wohlberechtigte warme Anerkennung“ und ergänzte das Werk durch sein Provenzalisches Supplement-Wörterbuch. Berichtigungen und Ergänzungen zu Raynouards "Lexique roman" in 8 Bänden. Leipzig 1894–1924 (4402 Seiten). Im Unterschied zu Raynouard verzichtete er jedoch auf die Anführung der Entsprechungen in den anderen romanischen Sprachen und überging diese Besonderheit mit Schweigen.

## Zugang zum Wörterbuch
- Lexique roman ou Dictionnaire de la langue des troubadours (1838–44)
  - Tome 1
  - Tome 2, A–C
  - Tome 3, D–K
  - Tome 4, L–P
  - Tome 5, Q–Z
  - Tome 6, Appendice, vocabulaire

## Gliederung von Tome 1
Avertissement v
Recherches philologiques sur la langue romane ix
Résumé de la grammaire romane xliij
Roman de Flamenca 1
Roman de Jaufre 48
Roman de Gérard de Rossillon 174
Chronique des Albigeois 226
Roman de Fierabras 290
Roman de Blandin de Cornouailles et de Guilhot Ardit de Miramar 315
Pièces diverses des Troubadours 321
Le comte de Poitiers ou Prébost de Valence Ibid.
Giraud le Roux 323
Rambaud d'Orange 324
Pierre Rogiers 327
Bernard de Ventadour 329
Pierre Raimond de Toulouse 334
Bertrand de Born 336
Folquet de Marseille 341
Guillaume Adhémar 345
Arnaud de Marueil 347
Berenger de Palasol 359
Cadenet 36o
Rambaud de Vaqueiras 364
Gaucelm Faidit 368
Giraud de Borneil 375
Hugues Brunet 400
Pierre Vidal 401
Hugues de Saint-Cyr 417
Perdigons 419
Elias de Barjols 420
Raimond de Miraval 423
Marcabrus 425

## Vollständiger Titel und Ausgaben
- Lexique roman ou dictionnaire de la langue des troubadours, comparée avec les autres langues de l'Europe latine, précédé de nouvelles recherches historiques et philologiques, d'un résumé de la grammaire romane, d'un nouveau choix des poésies originales des troubadours. 6 Bde. Silvestre, Paris 1838–1844. Lacour, Nîmes 1996. Elibron Classics, 2005. Slatkine, Genf 2012. Winter, Heidelberg 1928–1929 (beschränkt auf das Wörterbuch).